# Вольф, Вениамин Евгеньевич
Вениамин Евгеньевич Вольф (1898—1959) — театральный деятель, театральный режиссёр
 и администратор.

## Биография
Вместе с Г. Авловым и И. Терентьевым был инициатором создания Красного театра в 1924 году, в Ленинграде.
Директор Красного театра в Ленинграде (Набережная реки Фонтанки, 48). В театре были поставлены «Шторм» (1927); «Волчья тропа» А. Н. Афиногенова (1928) — «Тревога», «Фронт» (1930) Дэля и другие.
В 1938 года был арестован, через полгода освобождён с восстановлением в партии и должности директора Ленинградского Красного театра.
Ставил пьесы М. А. Булгакова и других известных авторов.
Редактор иллюстрированного театрального журнала «Рабочий и театр».
В 1943—1944 годах — директор Нового ТЮЗа в Новосибирске.
Похоронен на Богословском кладбище Санкт-Петербурга.